# Protankyra dubia
Protankyra dubia is een zeekomkommer uit de familie Synaptidae.
De wetenschappelijke naam van de soort werd in 1964 gepubliceerd door Gustave Cherbonnier.